# CAM Assay
Als CAM (chorio-allantoic membrane) Assay wird eine Methode bezeichnet, mit der unter Verwendung von befruchteten und bebrüteten Vogeleiern (embryonierte Hühnereier) Untersuchungen durchgeführt werden. Dazu wird die CAM (eine aus Chorion und Allantois gebildete Membran) freigelegt und damit für Experimente und Beobachtungen zugänglich gemacht.
Auf die sich ausbildende Membran können beispielsweise Tumorzellen (aber auch jede Art von Körpern) aufgebracht und deren Verhalten beobachtet werden. Da die Blutgefäße der CAM sichtbar sind, können Zellen und andere Stoffe auch in diese injiziert werden. Nach Beendigung des Experimentes können die CAM und die Leber der Embryonen mit wenig Aufwand präpariert werden und nach Fixierung und Färbung mikroskopisch im Schnitt untersucht werden.
Die Technik ermöglicht es, innerhalb der Entwicklungszeit der Embryonen von ein bis zwei Wochen Aussagen über Einflüsse der Tumorzellen auf die CAM zu treffen, wie etwa deren Überleben, deren Invasivität (in CAM und Blutgefäße) und Metastasierung (z. B. in die Leber) zur gleichen Zeit. Die Tumorzellen sind in der Zellkultur für Experimente zugänglich.
Da sich ein Immunsystem erst nach etwa zwei Wochen ausbildet, sind Einflüsse der Immunabwehr auf das System nicht vorhanden.
Ursprünglich wurden Hühner- und Puten-Eier in der Biologie aufgrund ihrer relativ einfachen Zugänglichkeit und ihres günstigen Beschaffungpreises gegenüber Zuchttieren (wie Mäusen und Ratten) seit Jahrzehnten angewandt.
Die Experimente können dabei zusätzlich ohne Konflikte mit dem Tierschutzgesetz und von jedem Experimentator ausgeführt werden, da sie im rechtlichen Sinne keinen Tierversuch darstellen. Da die CAM nicht innerviert ist, ist anzunehmen, dass der Embryo keine Schmerzempfindungen hat, was den Experimentator von einer Belastung seines Gewissens freistellt. Die Embryonen reagieren allerdings mit Bewegungen auf Lichtreize, die während der Experimente auftreten.
Als Nachteil der Methode kann angesehen werden, dass die Untersuchungen nicht direkt mit menschlichen Patienten (und Versuchstieren) verglichen werden können, da bei letzteren ein Immunsystem vorhanden ist. Dies muss abhängig von der Fragestellung in die Überlegungen einbezogen werden.